# Pseudorhynchus
Pseudorhynchus is een geslacht van rechtvleugeligen uit de familie sabelsprinkhanen (Tettigoniidae). De wetenschappelijke naam van dit geslacht is voor het eerst geldig gepubliceerd in 1838 door Serville.

## Soorten
Het geslacht Pseudorhynchus omvat de volgende soorten:
- Pseudorhynchus acuminatus Redtenbacher, 1891
- Pseudorhynchus antennalis Stål, 1877
- Pseudorhynchus calamus Rehn, 1909
- Pseudorhynchus concisus Walker, 1869
- Pseudorhynchus cornutus Redtenbacher, 1891
- Pseudorhynchus crassiceps Haan, 1842
- Pseudorhynchus crosskeyi Ragge, 1969
- Pseudorhynchus flavescens Serville, 1831
- Pseudorhynchus flavolineatus Redtenbacher, 1891
- Pseudorhynchus froggatti Kirby, 1906
- Pseudorhynchus gigas Redtenbacher, 1891
- Pseudorhynchus hastatus Bolívar, 1890
- Pseudorhynchus hastifer Schaum, 1853
- Pseudorhynchus inermis Karny, 1907
- Pseudorhynchus japonicus Shiraki, 1930
- Pseudorhynchus lanceolatus Fabricius, 1775
- Pseudorhynchus lessonii Serville, 1838
- Pseudorhynchus mimeticus Redtenbacher, 1891
- Pseudorhynchus minor Redtenbacher, 1891
- Pseudorhynchus nobilis Walker, 1869
- Pseudorhynchus porrigens Walker, 1869
- Pseudorhynchus pungens Schaum, 1853
- Pseudorhynchus raggei Bailey, 1980
- Pseudorhynchus robustus Willemse, 1953
- Pseudorhynchus selonis Bailey, 1980